# Marie (marque)
Pour les articles homonymes, voir Marie.
Marie est une entreprise agroalimentaire française spécialisée dans la fabrication et la distribution de plats préparés frais et surgelés. C'est également la marque commerciale sous laquelle sont vendus ses produits.

## Historique
La marque Marie a été créée par l'entreprise « Gorcy », une filiale du groupe Olida fondée en 1972. Elle était alors apposée sur des entrées surgelées destinées à des circuits spécialisés. C'est en 1983 que Marie devient une marque grand public vendue dans les supermarchés. La marque investira par la suite le rayon des plats préparés vendus au rayon frais, en 1989.
Marie est rachetée en par le groupe Saint-Louis (marques William Saurin et Royal Champignon).
En 1994, Saint-Louis rapproche son activité alimentaire avec celle du groupe Danone (marques Panzani, Garbit et PetitJean) au sein d'une filiale commune, nommée Panzalim, dont Marie fait partie.
Mais à la suite du décès du PDG de Saint-Louis, Bernard Dumon, en 1995, Saint-Louis se désengage de la filiale commune l'année suivante. Danone hérite alors de toutes les marques de la coentreprise, excepté Royal Champignon, et fusionne Marie avec l'entreprise Vivagel, rachetée en 1993. La marque Vivagel continue toutefois d'être exploitée aux Antilles françaises (toujours d'actualité en décembre 2017).
La marque Luang est lancée en 1997 et en 1999, Marie est rachetée par la société anglaise « Uniq Prepared Foods Limited ».
En 2009, Marie passe sous le contrôle du leader européen de la volaille LDC.
En 2011 Marie et Boncolac s’unissent, le dernier proposant 6 pâtisseries surgelés à la marque Marie en GMS.

## Implantations
Marie possède six sites de productions en France, dont 3 pour les surgelés : Mirebeau (Vienne), Airvault (Deux-Sèvres) et Chacé (Maine-et-Loire). En ce qui concerne les produits frais, les usines se situent à Viriat, dans l'Ain, à Sablé-sur-Sarthe (Sarthe) et à Briec dans le Finistère.